# 拆你屋
是籃球一種進攻攻勢，當一名球員將球拋至接近籃框的位置，再有另一名球員跳起在空中接應球並上籃或灌籃。拆你屋需要團隊合作、獨到傳球、時間控制和攻籃能力。